# TechEdSat

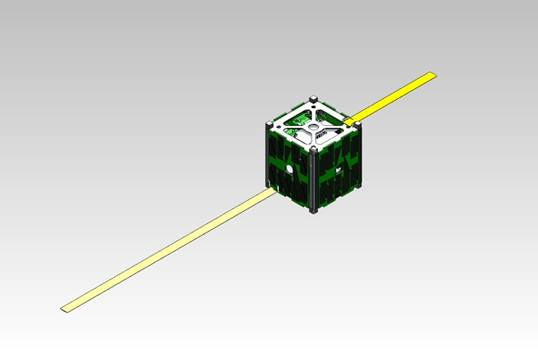
Grafik von TechEdSat 1, dem ersten Satellit der Reihe

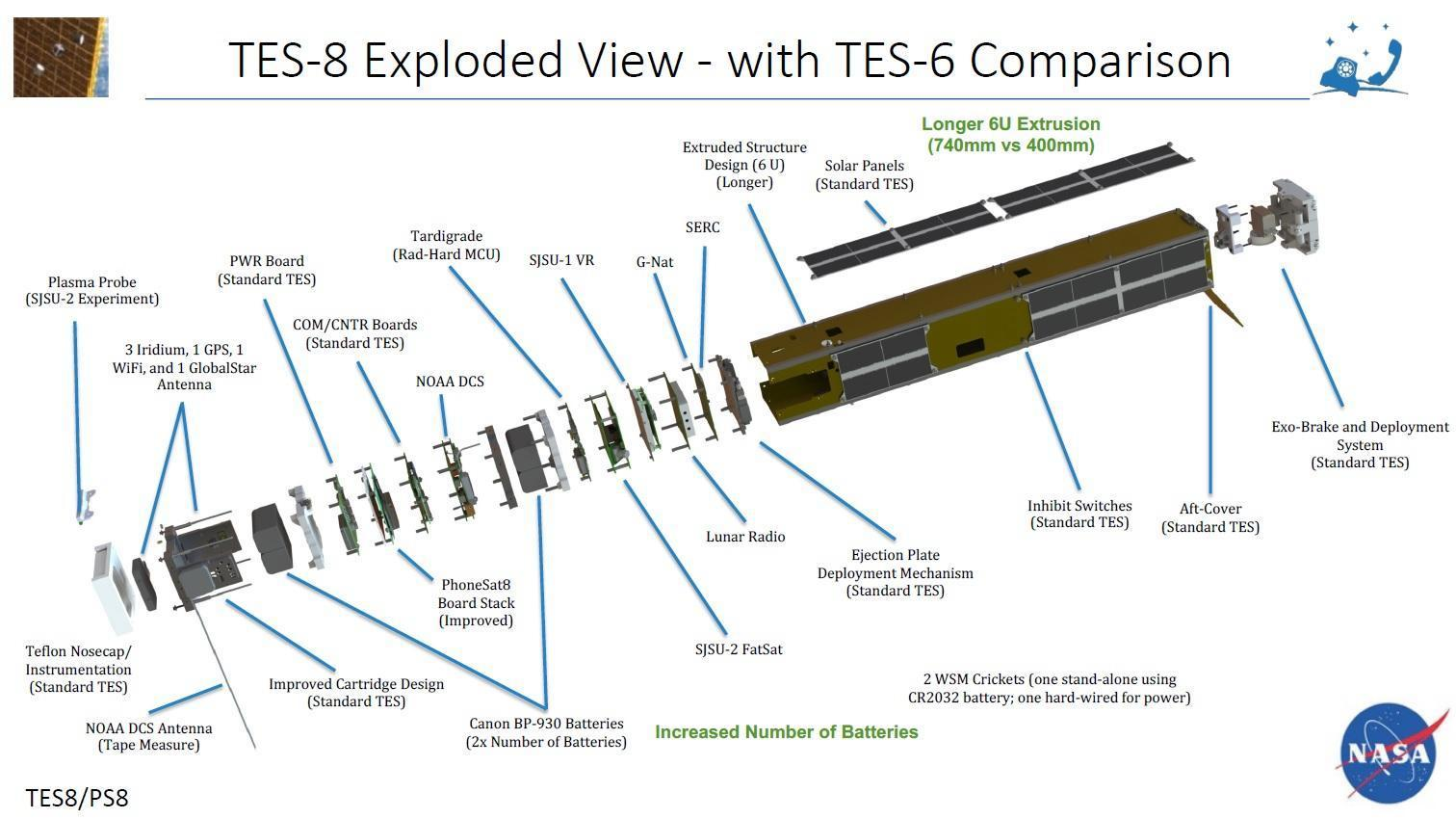
Aufbau von TechEdSat 8

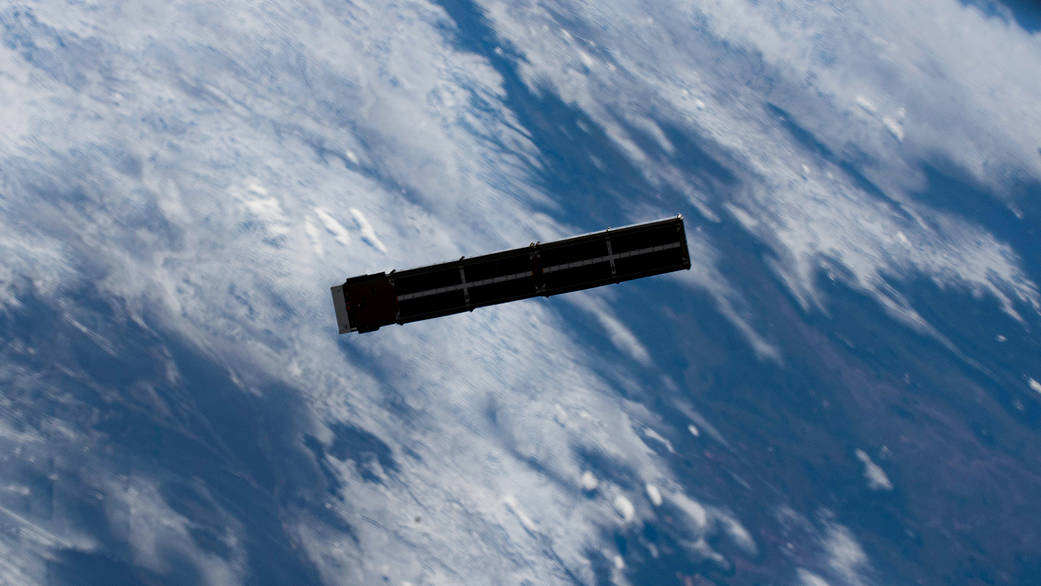
TechEdSat 10 nach dem Aussetzen von der ISS

Technology Education Satellite (kurz TechEdSat) ist die Bezeichnung eines US-amerikanischen Satellitenprogramms. Die Satelliten dienen der Technologieerprobung und werden vom Ames Research Center der NASA in Zusammenarbeit mit mehreren Universitäten hergestellt. Unter anderen waren die San José State University, University of Idaho, University of California, University of Minnesota und das Smith College beteiligt.

## Liste der Satelliten
Stand der Liste: 21. Januar 2025
| Satellit              | Startdatum (UTC) | Trägerrakete  | Startplatz     | Wiedereintritt | NSSDC ID   | Anmerkungen                                           |
| --------------------- | ---------------- | ------------- | -------------- | -------------- | ---------- | ----------------------------------------------------- |
| TechEdSat 1 (TES-1)   | 21. Juli 2012    | H-2B          | Tanegashima    | 5. Mai 2013    | 1998-067CQ | von der ISS am 4. Oktober 2012 ausgesetzt             |
| TechEdSat 2 (TES-2)   | 21. Apr. 2013    | Antares-110   | Wallops Island | 27. Apr. 2013  | 2013-016B  | auch PhoneSat v1b oder Bell genannt                   |
| TechEdSat 3p (TES-3p) | 3. Aug. 2013     | H-2B          | Tanegashima    | 16. Jan. 2014  | 1998-067DD | von der ISS am 20. November 2013 ausgesetzt           |
| TechEdSat 4 (TES-4)   | 13. Juli 2014    | Antares-120   | Wallops Island | 3. Apr. 2015   | 1998-067FY | von der ISS am 4. März 2015 ausgesetzt                |
| TechEdSat 5 (TES-5)   | 9. Dez. 2016     | H-2B          | Tanegashima    | 29. Juli 2017  | 1998-067LB | von der ISS am 6. März 2017 ausgesetzt                |
| TechEdSat 6 (TES-6)   | 12. Nov. 2017    | Antares-230   | Wallops Island | 14. Mai 2018   | 1998-067NK | ELaNa 13; von der ISS am 20. November 2017 ausgesetzt |
| TechEdSat 7 (TES-7)   | 17. Jan. 2021    | LauncherOne   | Mojave A&SP    | 4. Mai 2022    | 2021-002D  | ELaNa 20                                              |
| TechEdSat 8 (TES-8)   | 5. Dez. 2018     | Falcon 9      | CCAFS SLC-40   | 20. Apr. 2020  | 1998-067PY | ELaNa 21;von der ISS am 31. Januar 2019 ausgesetzt    |
| TechEdSat 10 (TES-10) | 15. Feb. 2020    | Antares-230+  | Wallops Island | 15. März 2021  | 1998-067RQ | ELaNa 30; von der ISS am 13. Juli 2020 ausgesetzt     |
| TechEdSat 11 (TES-11) | 4. Juli 2023     | Firefly Alpha | VSFB SLC-2W    |                | 2024-126F  | ELaNa 43                                              |
| TechEdSat 13 (TES-13) | 13. Jan. 2022    | LauncherOne   | Mojave A&SP    | 13. Juli 2024  | 2022-003B  |                                                       |
| TechEdSat 15 (TES-15) | 1. Okt. 2022     | Firefly Alpha | VSFB SLC-2W    | 6. Okt. 2022   | 2022-122C  | Teilerfolg, niedrigerer Orbit erreicht als geplant    |
| TechEdSat 22 (TES-22) | 14. Jan. 2025    | Falcon 9      | VSFB SLC-4E    |                | 2025-009   |                                                       |